# 롱코체
롱코체(스페인어: Loncoche)는 칠레 아라우카니아 주 카우틴 현의 코무나이다.